# Distrito de Calamarca
El Distrito de Calamarca es uno de los cuatro distritos  de la Provincia de Julcán, ubicada en el Departamento de La Libertad, bajo la administración del Gobierno regional de La Libertad, en el Perú.
Desde el punto de vista jerárquico de la Iglesia católica forma parte de la Arquidiócesis de Trujillo.

## Historia
Fue creado por Ley N.º 25361 de creación de la provincia de Julcán, del 19 de junio de 1990, en el primer gobierno del Presidente Alan García. 

## Geografía
Abarca unas superficie de 207,57 km².

## Autoridades

### Municipales
- 2011 - 2014[2][3]
  - Alcalde: Marco Antonio Rodríguez Espejo, del Partido Restauración  Nacional (RN).
  - Regidores: Santos Edilberto Bacilio Rodríguez (RN), José Aristides Valverde Cruz (RN), Eilin Ebelin Valderrama Aguilar (RN), José Elquin Jacobo Barreto (RN), Janer Robin Zavaleta Aguilar (Partido Humanista Peruano).[4]
- 2007 - 2010
  - Alcalde: Marco Antonio Rodríguez Espejo.

### Policiales
- Comisario: Mayor PNP.

### Religiosas
- Arquidiócesis de Trujillo[5]
  - Arzobispo de Trujillo: Monseñor Héctor Miguel Cabrejos Vidarte, OFM.[6]
- Parroquia
  - Párroco: Pbro.